# Крю, Эдуар
Эдуар Крю (фр. Édouard Crut; 16 апреля 1901, Нёйи-сюр-Сен — 24 октября 1974, Марсель) — французский футболист, игравший на позиции нападающего. Выступал, в частности, за клубы «Марсель» и «Ницца», а также национальную сборную Франции. Трёхкратный обладатель Кубка Франции.

## Клубная карьера
Во взрослом футболе дебютировал в 1920 году выступлениями за клуб из Швейцарии «Этуаль Каруж». Впоследствии с 1921 по 1923 год играл в составе команд «Сен-Манде» и «Галлия Клуб Люнель».
Своей игрой привлёк внимание представителей тренерского штаба клуба «Олимпик», к составу которого присоединился в 1923 году. Отыграл за команду из Марселя следующие четыре сезона своей игровой карьеры. Три раза выиграл с командой Кубок Франции.
В 1927 году заключил контракт с клубом «Ницца», в составе которого провёл следующие пять лет своей игровой карьеры.
В течение 1932—1934 годов защищал цвета клубов «Канн» и ФАК «Ницца».
Завершил игровую карьеру в «Олимпике», в составе которой уже выступал ранее.

## Выступления за сборную
В 1924 году дебютировал в официальных матчах в составе национальной сборной Франции. Дебют в сборной состоялся на футбольном турнире на Олимпийских играх 1924 года в Париже. Последний матч за сборную сыграл в марте 1927 года, против сборной Португалии (0:4).
В течение карьеры в национальной команде, которая длилась 4 года, провёл в её форме 8 матчей, забив 6 голов.
Умер 24 октября 1974 года на 74-м году жизни в городе Марсель.

## Титулы и достижения
- Обладатель Кубка Франции (3):

«Олимпик» (Марсель): 1923—1924, 1925—1926, 1926—1927
- Победитель чемпионата Юго-Восток (1):

«Олимпик» (Марсель): 1927